# ウンシュトルト川

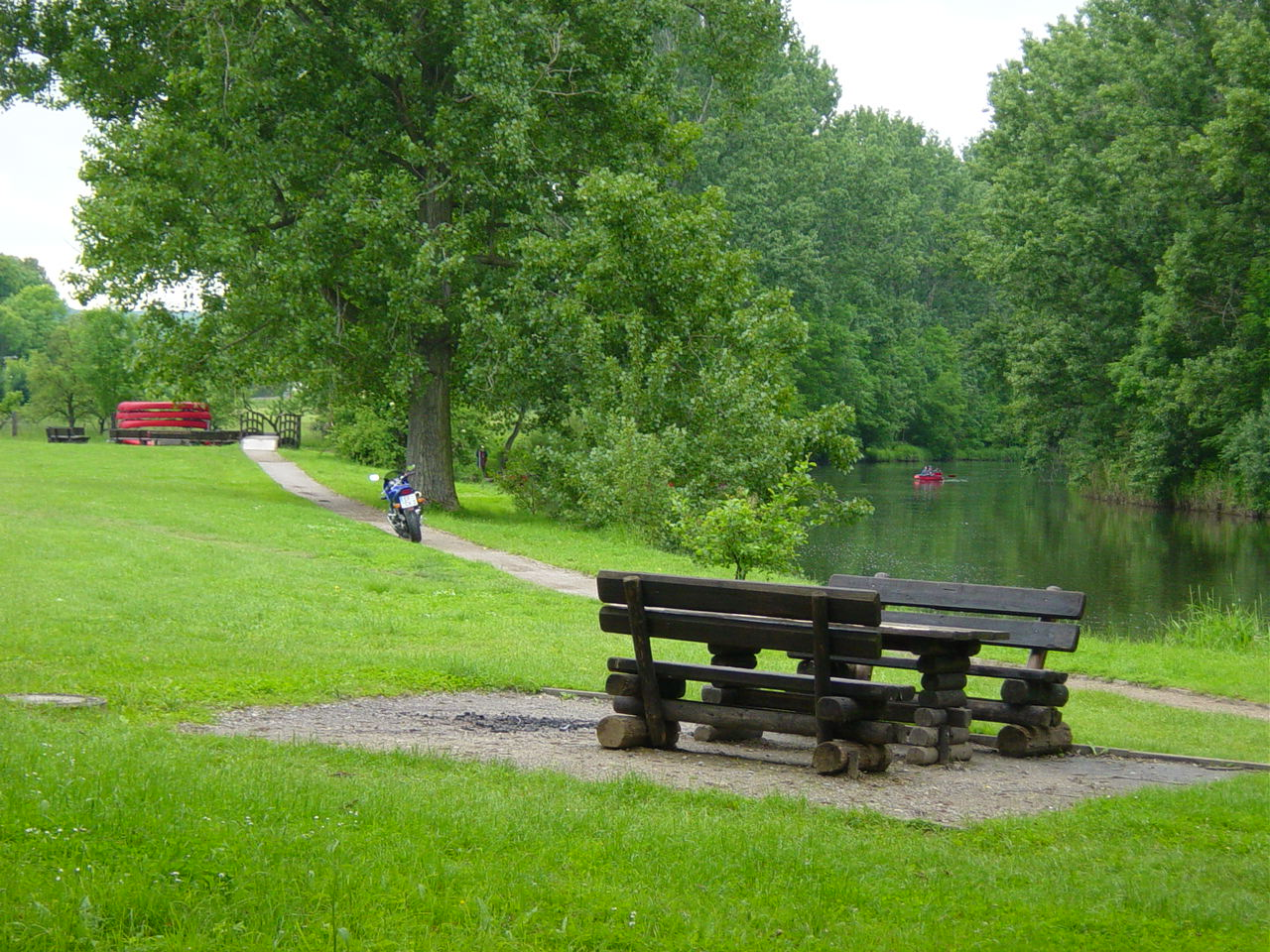
キルヒシャイドゥンゲンのカヌーのための休憩所

ウンシュトルト川（ウンシュトルトがわ、Unstrut）は、全長約192kmの河川で、ザーレ川の左岸支流である。
アイクスフェルト南部、テューリンゲン州北部のディンゲルシュテットに近いケッファウハウゼンの西に湧出する。下流部はザクセン＝アンハルト州南部のブルゲンラント郡を流れ、ナウムブルク近郊でザーレ川に合流する。
主な支流に、ゲラ川、ヴィッパー川、ヘルベ川、ヘルメ川、ロサ川がある。
ウンシュトルト川は、ザーレ川とともに、ザーレ＝ウンシュトルトと呼ばれるワイン用ブドウの産地となっている。フレイブルクの醸造所では、ロトケプヒェン＝ゼクトというスパークリングワインが作られている。
トゥールのグレゴリウスのDecem libri の記述によれば、531年にウンシュトルト川沿いでフランク族とテューリンク族の間の決戦が行われた。この戦いで、テューリンク族の王国は滅亡し、フランク王国への併合が完了した。また、933年にはウンシュトルト川沿いのリアデで、東フランク王国のハインリヒ1世指揮下の軍勢とマジャール人との間で戦いが行われた。